# هری کورشات
هری کورشات (آلمانی: Harry Kurschat؛ زادهٔ ۲۸ فوریهٔ ۱۹۳۳) بوکسور اهل آلمان است.